# Marathon van Londen 2007

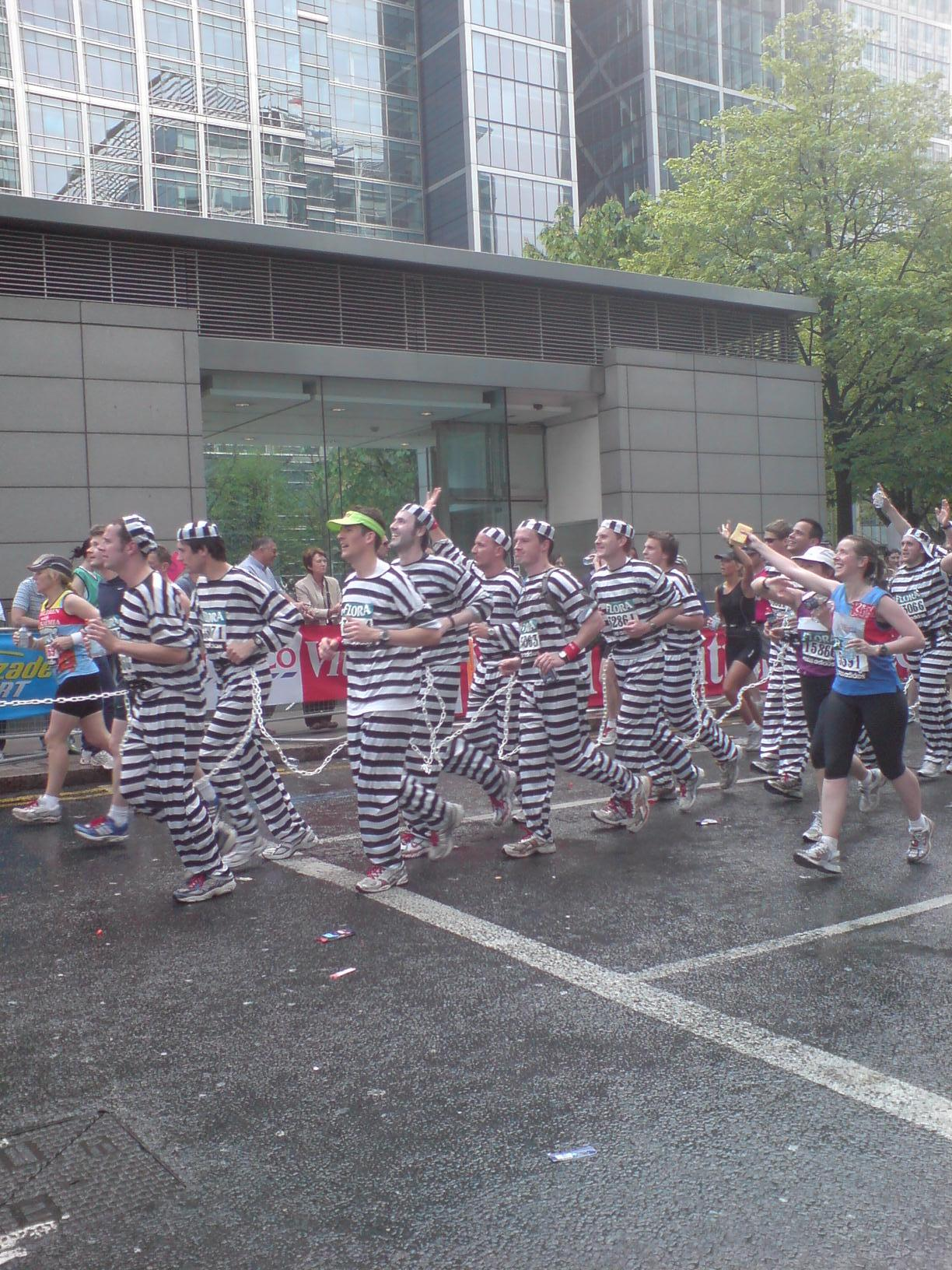
Recreatieve lopers

De Marathon van Londen 2007 werd gelopen op zondag 22 april 2007. Het was de 27e editie van deze marathon.
Bij de mannen zegevierde de Keniaan Martin Lel in 2:07.41. De Chinese Chun-xiu Zhou won bij de vrouwen in 2:20.38.

## Uitslagen

### Mannen
| rang   | naam                | land | tijd    |
| ------ | ------------------- | ---- | ------- |
| Goud   | Martin Lel          | KEN  | 2:07.41 |
| Zilver | Abderrahim Goumri   | MAR  | 2:07.44 |
| Brons  | Felix Limo          | KEN  | 2:07.47 |
| 4      | Jaouad Gharib       | MAR  | 2:07.54 |
| 5      | Hendrick Ramaala    | RSA  | 2:07.56 |
| 6      | Paul Tergat         | KEN  | 2:08.06 |
| 7      | Ryan Hall           | USA  | 2:08.24 |
| 8      | Marilson dos Santos | BRA  | 2:08.37 |
| 9      | Dan Robinson        | ENG  | 2:14.14 |
| 10     | Andres Jones        | WAL  | 2:17.49 |
| 11     | Benson Cherono      | KEN  | 2:18.55 |
| 12     | Orjan Lunde         | NOR  | 2:20.21 |
| 13     | Richard Gardiner    | WAL  | 2:20.26 |
| 14     | Joe Driscoll        | USA  | 2:20.49 |
| 15     | John Mcfarlane      | ENG  | 2:22.18 |
| 16     | Gareth Raven        | ENG  | 2:23.27 |
| 17     | Neil Renault        | ENG  | 2:23.44 |
| 18     | Mark Miles          | ENG  | 2:24.20 |
| 19     | Darren Bilton       | ENG  | 2:25.10 |
| 20     | Michael Carroll     | GBR  | 2:25.19 |

### Vrouwen
| rang   | naam             | land | tijd    |
| ------ | ---------------- | ---- | ------- |
| Goud   | Zhou Chunxiu     | CHN  | 2:20.38 |
| Zilver | Gete Wami        | ETH  | 2:21.45 |
| Brons  | Constantina Diţă | ROU  | 2:23.55 |
| 4      | Salina Kosgei    | KEN  | 2:24.13 |
| 5      | Lornah Kiplagat  | NED  | 2:24.46 |
| 6      | Mara Yamauchi    | GBR  | 2:25.41 |
| 7      | Benita Johnson   | AUS  | 2:29.47 |
| 8      | Liz Yelling      | GBR  | 2:30.44 |
| 9      | Inga Abitova     | RUS  | 2:34.25 |
| 10     | Berhane Adere    | ETH  | 2:39.11 |
| 11     | Helen Donta      | GBR  | 2:40.42 |
| 12     | Milka Mihaylova  | GBR  | 2:44.35 |
| 13     | Yolanda Mercado  | USA  | 2:44.58 |
| 14     | Nicola Clay      | GBR  | 2:46.25 |
| 15     | Elke Schmidt     | GBR  | 2:47.09 |

1981 ·
1982 ·
1983 ·
1984 ·
1985 ·
1986 ·
1987 ·
1988 ·
1989 ·
1990 ·
1991 ·
1992 ·
1993 ·
1994 ·
1995 ·
1996 ·
1997 ·
1998 ·
1999 ·
2000 ·
2001 ·
2002 ·
2003 ·
2004 ·
2005 ·
2006 ·
2007 ·
2008 ·
2009 ·
2010 ·
2011 ·
2012 ·
2013 ·
2014 ·
2015 ·
2016 ·
2017